# Fístula anal
La fístula anal és una comunicació anormal crònica entre la superfície epitelialitzada del canal anal i generalment la pell perianal. Una fístula anal es pot descriure com un túnel estret amb la seva obertura interna al canal anal i la seva obertura externa a la pell prop de l'anus. Les fístules anals solen aparèixer en persones amb antecedents d'abscessos anals. Es poden formar quan els abscessos anals no es curen correctament.
Les fístules anals s'originen a partir de les glàndules anals, que es troben entre l'esfínter anal intern i l'extern i drenen al canal anal. Si la sortida d'aquestes glàndules es bloqueja, es pot formar un abscés que pot arribar a estendre’s fins a la superfície de la pell. El tracte format per aquest procés és una fístula.
Els abscessos poden repetir-se si la fístula es tanca, cosa que permet l'acumulació de pus. Després es pot estendre de nou a la superfície, repetint el procés.
Les fístules anals per si mateixes generalment no perjudiquen, però poden ser molt doloroses i poden ser irritants a causa del drenatge del pus (també és possible que les femtes formades passin per la fístula). A més, els abscessos recurrents poden provocar una morbiditat significativa a curt termini pel dolor i, sobretot, crear un punt de partida per a la infecció sistèmica.
El tractament, en forma de cirurgia, es considera essencial per permetre el drenatge i prevenir la infecció. La reparació de la fístula es considera un procediment electiu pel qual molts pacients opten per les molèsties, sobretot per les associades a una fístula de drenatge actiu.